# Euploea linneaeruthaebrykae
Euploea linneaeruthaebrykae är en fjärilsart som beskrevs av Felix Bryk 1937. Euploea linneaeruthaebrykae ingår i släktet Euploea och familjen praktfjärilar. Inga underarter finns listade i Catalogue of Life.